# Benson (Minnesota)
Benson ist eine Kleinstadt (mit dem Status „City“) und Verwaltungssitz des Swift County im US-amerikanischen Bundesstaat Minnesota. Das U.S. Census Bureau hat bei der Volkszählung 2020 eine Einwohnerzahl von 3.480 ermittelt.

## Geografie
Benson liegt im Westen Minnesotas an der Mündung des East Branch Chippewa River in den Chippewa River, einen linken Nebenfluss des in den Mississippi mündenden Minnesota River. Die geografischen Koordinaten von Benson sind 45°18′55″ nördlicher Breite und 95°36′14″ westlicher Länge. Das Stadtgebiet erstreckt sich über eine Fläche von 7,82 km².
Benachbarte Orte von Benson sind De Graff (12 km südöstlich), Danvers (13,5 km westsüdwestlich) und Clontarf (9,6 km nordwestlich).
Die nächstgelegenen größeren Städte sind Minneapolis (201 km östlich), Minnesotas Hauptstadt Saint Paul (220 km in der gleichen Richtung), Rochester (341 km südöstlich), Sioux Falls in South Dakota (264 km südsüdwestlich) und Fargo in North Dakota (206 km nordnordwestlich).

## Verkehr
In Benson treffen der U.S. Highway 12 sowie die Minnesota State Routes 9 und 29 zusammen. Alle weiteren Straßen sind untergeordnete Landstraßen, teils unbefestigte Fahrwege oder innerstädtische Verbindungsstraßen.
In Nordwest-Südost-Richtung verläuft eine Eisenbahnlinie der BNSF Railway durch das Stadtgebiet von Benson.
Der Benson Municipal Airport befindet sich 4,8 km westnordwestlich des Stadtzentrums von Benson. Der nächste Großflughafen ist der Minneapolis-Saint Paul International Airport (219 km östlich).

## Geschichte
Vor der Ankunft der ersten Weißen wurde das Land sowohl von Stämmen der Anishinabe als auch der Sioux beansprucht.
Der erste weiße Siedler der Gegend um die heutige Stadt war 1866 der Norweger Ole Corneiliusen. 1869 wurde der erste Gemischtwarenladen in Erwartung des Baus einer neuen Eisenbahnstrecke errichtet. 1870 kam die Eisenbahn und eine Siedlung entstand, die nach einem lokalen Politiker aus Anoka Benson genannt wurde. Auch das erste Hotel wurde um diese Zeit errichtet und diente als Unterkunft für viele Beschäftigte der Eisenbahn. Dort wurde für deren Kinder auch der erste Schulunterricht der Stadt abgehalten.
Da die Eisenbahn etwa ein Jahr lang nicht weitergebaut wurde, entwickelte sich rund um den Endpunkt der Strecke ein kleines Handelszentrum. 1875 hatte Benson rund 300 Einwohner, vier Gemischtwarenläden, zwei Drug Stores, drei Hotels, eine Bank und zwei Saloons. Ein Jahr später wurde das erste Schulgebäude der Stadt in Betrieb genommen.
1876 war die Gegend von einer Heuschreckenplage betroffen. Im Jahr 1880 brach ein großes Feuer in der Stadt aus, was ein Jahr später zur Gründung der Freiwilligen Feuerwehr Benson führte.
Im Jahr 1890 erhielten die ersten Schulabgänger der Benson High School ihre High School Diplomas. Ein öffentliches Wasserwerk entstand im Jahr 1895. Durch private Investoren wurde noch vor der Jahrhundertwende ein Kraftwerk finanziert, das 1902 in städtischen Besitz überging.
Um die Jahrhundertwende kamen die ersten pferdelosen Kutschen nach Benson. J.B.A. Benoit, der eine Fahrradwerkstatt betrieb, zeigte Interesse an der neuen Erfindung und konstruierte 1902 selbst ein zweisitziges offenes Automobil.
1904 wurde die Northside School (heute Junior High School) errichtet. Eine öffentliche Bibliothek wurde 1911 gegründet. Ein Jahr später entstand ein Krankenhaus für 20 bis 25 Patienten. Die Southside School wurde 1913 eröffnet. Im Jahr 1949 wurde ein neues städtisches Krankenhaus errichtet. Die Northside Scholl entstand 1958, eine neue High School 1965. Alle Schulen der Stadt feierten 1990 den hundertsten Jahrestag des Schulwesens in Benson.

## Demografische Daten
Nach der Volkszählung im Jahr 2010 lebten in Benson 3240 Menschen in 1469 Haushalten. Die Bevölkerungsdichte betrug 414,3 Einwohner pro Quadratkilometer. In den 1469 Haushalten lebten statistisch je 2,14 Personen.
Ethnisch betrachtet setzte sich die Bevölkerung zusammen aus 97,2 Prozent Weißen, 0,5 Prozent Afroamerikanern, 0,4 Prozent amerikanischen Ureinwohnern, 0,2 Prozent Asiaten, 0,1 Prozent Polynesiern sowie 0,6 Prozent aus anderen ethnischen Gruppen; 1,0 Prozent stammten von zwei oder mehr Ethnien ab. Unabhängig von der ethnischen Zugehörigkeit waren 2,6 Prozent der Bevölkerung spanischer oder lateinamerikanischer Abstammung.
21,9 Prozent der Bevölkerung waren unter 18 Jahre alt, 55,6 Prozent waren zwischen 18 und 64 und 22,5 Prozent waren 65 Jahre oder älter. 52,2 Prozent der Bevölkerung war weiblich.
Das mittlere jährliche Einkommen eines Haushalts lag bei 37.773 USD. Das Pro-Kopf-Einkommen betrug 24.700 USD. 10,5 Prozent der Einwohner lebten unterhalb der Armutsgrenze.

## Bekannte Bewohner
- Mark Kennedy (* 1957) – Politiker, republikanischer Abgeordneter des US-Repräsentantenhauses – geboren in Benson[10]
- Darwin Hall (1844–1919) – Politiker, republikanischer Abgeordneter des US-Repräsentantenhauses – wirkte einige Jahre in Benson[11]
- Paul John Kvale (1896–1960) – Politiker, Abgeordneter des US-Repräsentantenhauses der Farmer-Labor Party Minnesotas – lebte einige Jahre in Benson[12]